# Tamara Uldžabajevová
Tamara Uldžabajevová (rozená Kuzněcovová; kazašsky Тамара Кузнецова (Улжабаева); v anglickém přepisu Tamara Ulzhabayeva (Kuznetsova); * 1987 Šymkent) je kazašská reprezentantka ve sportovním lezení, vicemistryně Asie v lezení na rychlost, závodí také v lezení na obtížnost a v boulderingu.

## Výkony a ocenění
- 2013: na mistrovství Asie v Teheránu získala bronzové medaile ve všech třech disciplínách
- 2015: vicemistryně Asie v lezení na rychlost

### Závodní výsledky
Do roku 2018 ve výsledcích na IFSC jako „Tamara Kuznetsova“, cca od roku 2019 po svatbě již jako „Tamara Ulzhabayeva“.
| Mistrovství světa | Mistrovství světa | Mistrovství světa | Mistrovství světa | Mistrovství světa | Mistrovství světa | Mistrovství světa |
| Rok               | 2007              | 2009              | 2011              | 2012              | 2014              | 2016              |
| ----------------- | ----------------- | ----------------- | ----------------- | ----------------- | ----------------- | ----------------- |
| Obtížnost         | 59                | 37                | 55                | 53                | 44                | 55                |
| Rychlost          | 10                | 18 / 11 (15m)     | 3                 | 17                | 14                | 12                |
| Bouldering        | 51                | 31                | 29                | 19                | —                 | 45                |

| Světový pohár | Světový pohár       | Světový pohár           | Světový pohár     | Světový pohár     | Světový pohár | Světový pohár   |
| Rok           | 2004                | 2011                    | 2013              | 2014              | 2015          | 2017            |
| ------------- | ------------------- | ----------------------- | ----------------- | ----------------- | ------------- | --------------- |
| Obtížnost     | 0                   | 43                      | —                 | —                 | —             | —               |
| jednotlivě*   | -,-,-,-,33, -,-,-,- | -,-,-,-,- ,-,22,16,-,42 | —                 | —                 | —             | —               |
|               |                     |                         |                   |                   |               |                 |
| Rychlost      | 24                  | 9                       | 21                | 39-41             | 14            | 33              |
| jednotlivě*   | 16,-,-              | 9,9,-, 24,15            | -,-,-,-, -,10,13  | -,-,-,-, -,-,17   | -,-,10,9,-    | ,-,-,-,-,18,18, |
|               |                     |                         |                   |                   |               |                 |
| Bouldering    | —                   | 82                      | 50-51             | 0                 | 42            | 63              |
| jednotlivě*   | —                   | -,-,-,-,-, -,-,-,23     | -,-,-,-,-, -,-,18 | -,-,-,-,-, -,-,32 | -,24, 19,-,-  | ,27,37,         |
|               |                     |                         |                   |                   |               |                 |
| Kombinace     | —                   | 18                      | x                 | —                 | 6             | x               |

- poznámka: nalevo jsou poslední závody v roce

| Mistrovství Asie  | Mistrovství Asie | Mistrovství Asie | Mistrovství Asie | Mistrovství Asie | Mistrovství Asie | Mistrovství Asie | Mistrovství Asie | Mistrovství Asie | Mistrovství Asie |
| Rok               | 2007             | 2008             | 2010             | 2012             | 2013             | 2015             | 2016             | 2017             | 2018             |
| ----------------- | ---------------- | ---------------- | ---------------- | ---------------- | ---------------- | ---------------- | ---------------- | ---------------- | ---------------- |
| Obtížnost         | x                | x                | 8                |                  | 3                | 26               | 21               | 12               | 22               |
| Rychlost          | x                | x                | 6                | 3                | 3                | 2                | 5                | 6                | 25               |
| Družstva rychlost | —                | —                | —                | —                | —                |                  |                  | 4                | —                |
| Bouldering        | x                | x                | 6                |                  | 3                | 11               | 7                | 9                | 20               |
| Kombinace         | —                | —                | —                | —                | —                | —                | —                | —                |                  |

| Mistrovství světa juniorů | Mistrovství světa juniorů |
| Rok                       | 2001                      |
| ------------------------- | ------------------------- |
| Obtížnost                 | 33                        |
| Rychlost                  | 19                        |